# Tang Wei
Tang Wei (nom d'origen xinès, el cognom és Tang) és una actriu xinesa nascuda el 7 d'octubre del 1979.
Va ser seleccionada en un càsting on van participar més de 10.000 actrius per a protagonitzar la pel·lícula d'Ang Lee Lust, Caution, coneguda a Espanya en castellà com a Deseo, Peligro, què va guanyar el Lleó d'Or del 2007. El seu personatge en la pel·lícula va ser el de Wong Chia Chi. També hi van participar Tony Leung Chiu-Wai, Joan Chen i Lee-Hom Wang. El seu paper la va fer guanyadora del premi del Cavall d'Or. Tang Wei també va ser nominada pel premi Independent Spirit.
La mare de Tang Wei és actriu i el seu pare és pintor.

## Filmografia
- Lust, Caution (2007)
- Crossing Hennessy (2010)
- Late Autumn (2010)
- 3 Idiots (2010)
- The Founding of a Party (2011)
- Wu Xia (2011)
- Speed Angels (2011)
- Finding Mr. Right (2013)
- Cyber (2014)